# Pseudookrąg
Pseudookrąg – przykład, o znaczeniu teoretycznym, spełniającej aksjomat {\displaystyle T_{0}}, czteropunktowej skończonej przestrzeni topologicznej. Jest to najmniejsza, w sensie liczby punktów, przestrzeń topologiczna mająca nieskończoną grupę podstawową.

## Definicja
Pseudookrąg jest przestrzenią topologiczną określoną na zbiorze {\displaystyle {\mathcal {S}}^{1}=\{a,b,c,d\}}, w której topologią jest rodzina {\displaystyle \{{\mathcal {S}}^{1},\{a,b,c\},\{a,c,d\},\{a,c\},\{a\},\{c\},\varnothing \}.}
Topologia ta, podobnie jak topologia każdej {\displaystyle T_{0}}-przestrzeni Aleksandrowa, odpowiada pewnemu częściowemu porządkowi, który można przedstawić na poniższym diagramie Hassego
.

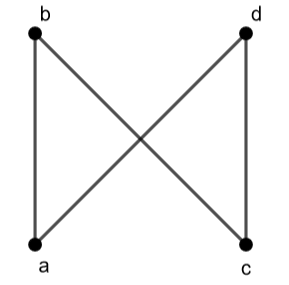

Bazą tej topologii są zbiory 'zniżkowe' względem wspomnianego uporządkowania, tj. zbiory postaci {\displaystyle U_{x}=\{y\in {\mathcal {S}}^{1}:y\leqslant x\}} dla {\displaystyle x\in {\mathcal {S}}^{1}}.

## Własności
- {\displaystyle {\mathcal {S}}^{1}} jest {\displaystyle T_{0}}-przestrzenią Aleksandrowa, lecz nie jest przestrzenią {\displaystyle T_{1}}.
- Pseudookrąg jest słabo homotopijnie równoważny ze sferą {\displaystyle \mathbb {S} ^{1}} (tj. okręgiem ze standardową topologią). Z tego wynika, że obie przestrzenie mają izomorficzne grupy homotopii oraz homologii. W szczególności, grupa podstawowa {\displaystyle \pi _{1}({\mathcal {S}}^{1})} jest izomorficzna z grupą liczb całkowitych {\displaystyle \mathbb {Z} }.
- Pseudookrąg nie jest homotopijnie równoważny sferze {\displaystyle \mathbb {S} ^{1}}[1][2].